# Iyo
Pour les articles homonymes, voir Iyo.
Iyo (伊予市, Iyo-shi) est une ville située dans la préfecture d'Ehime, au Japon.

## Géographie

### Localisation
Iyo est située dans le centre de la préfecture d'Ehime, à une dizaine de kilomètres au sud-ouest de la ville de Matsuyama.

### Démographie
En juin 2021, la population d'Iyo s'élevait à 36 212 habitants, répartis sur une superficie de 194,44 km2.

### Hydrographie
Iyo est bordée par la mer intérieure de Seto au nord-ouest.

## Histoire
Le bourg d'Iyo a été créé le 1er juillet 1955. Il a acquis le statut de ville en 2005.

## Transports
Iyo est desservie par la ligne Yosan de la JR Shikoku et la ligne Gunchū de la compagnie Iyotetsu.